# Natalia Pilarczyk
Natalia Pilarczyk (ur. 17 czerwca 1996) – polska judoczka.
Zawodniczka UKS Kokodan Toruń (od 2009). Brązowa medalistka mistrzostw Polski seniorek 2013 w kategorii powyżej 78 kg. Ponadto medalistka młodzieżowych mistrzostw Polski (2014 - srebro, 2015 - brąz, 2016 - brąz, 2017 - brąz) i mistrzostw Polski juniorek (2013 - brąz).